# Северовирджинская армия при Геттисберге
Во время сражения при Геттисберге Северовирджинская армия генерала Ли насчитывала 75 000 человек в трех корпусах: 60 000 пехоты, 10 200 кавалерии и 4 700 в артиллерийских частях.

## Северовирджинская армия
Командующий: генерал Роберт Ли
- Штаб армии, начальник: полковник Роберт Чилтон
  - Шеф артиллерии: Уильям Пендлтон
  - Начальник медицинской службы: др. Лафайет Джилд
  - Начальник артиллерийского снабжения: подполковник Бриско Болдуин
  - Начальник снабжения: подполковник Роберт Коль
  - Главный квартирмейстер: подполковник Джймс Корли
  - Старший судья: Майор Генри Янг
  - Военный секретарь и заместитель шефа артиллерии: полковник Армистед Лонг
  - Зам. генерального инспектора: полковник Генри Пейтон
  - Зам. генерального инспектора и зам. генерал-адъютанта: май. Генри Янг
  - Зам. генерального инспектора и зам. генерал-адъютанта: май. Джилс Кук
  - Адъютант и зам. генерал-адъютанта: май. Вальтер Тейлор
  - Адъютант и зам. военного секретаря: май. Чарльз Маршалл
  - Адъютант и зам. генерального инспектора: май. Чарльз Венейбл
  - Адъютант: май. Томас Тэлкотт
  - Адъютант: подп. Джордж Петеркин
  - Инженер: полк. Уильям Смит
  - Кап. Самуэль Джонсон

### Первый корпус
Командующий: генерал-лейтенант Джеймс Лонгстрит
Дивизия генерал-майора Лафайета Мак-Лоуза (9 285 чел.)
- Бригада Джозефа Кершоу
  - 2-й Южнокаролинский пехотный полк, полк. Джон Кеннеди
  - 3-й Южнокаролинский пехотный полк, подп. Дэвид Лэнгстон
  - 7-й Южнокаролинский пехотный полк, полк. Дэвид Эйкен
  - 8-й Южнокаролинский пехотный полк, полк. Джон Хэнаган
  - 15-й Южнокаролинский пехотный полк, полк. Уильям Десассёр (уб.)
  - 3-й Южнокаролинский батальон, подп. Уильям Райс
- Бригада Уильяма Барксдейла
  - 13-й Миссисипский пехотный полк, полк. Джон Катер
  - 17-й Миссисипский пехотный полк, полк. Джон Физер
  - 18-й Миссисипский пехотный полк, подп. Уильям Луз
  - 21-й Миссисипский пехотный полк, полк. Бенжамин Хемфрис
- Бригада Пола Семмса
  - 10-й Джорджианский пехотный полк, полк. Джон Уимз (р.)
  - 50-й Джорджианский пехотный полк, полк. Уильям Мэннинг
  - 51-й Джорджианский пехотный полк, полк. Эдвард Болл
  - 53-й Джорджианский пехотный полк, полк. Джеймс Симмс (р.)
- Бригада Уильяма Уоффорда
  - 16-й Джорджианский пехотный полк, подп. Генри Томас
  - 18-й Джорджианский пехотный полк, подполк. Солон Рафф
  - 24-й Джорджианский пехотный полк, полк. Роберт Макмиллан
  - Легион Кобба, подп. Лютер Гленн
  - Легион Филлипса, подп. Элиху Барклай
  - 3-1 Джорджианский снайперский батальон: подп. Натан Хэтчинс
- Артиллерийский батальон Генри Кейбелла
  - Батарея Мэнли, кап. Бэзил Мэнли
  - Батарея Рида, капитан Джон Рид
  - Батарея Маккарти, кап. Эдвард Маккарти
  - Батарея Карлтона, кап Генри Карлтон

Дивизия Джорджа Пикетта (9 001 чел.)
- Бригада Ричарда Гарнетта
  - 8-й Вирджинский пехотный полк, полк. Эппа Хантон
  - 18-й Вирджинский пехотный полк, полк. Роберт Уайтерс
  - 19-й Вирджинский пехотный полк, полк. Джон Стрендж
  - 28-й Вирджинский пехотный полк, полк. Роберт Элен
  - 56-й Вирджинский пехотный полк, полк. Уильям Стюарт
- Бригада Льюиса Армистеда
  - 9-й Вирджинский пехотный полк, подполк. Джеймс Джиллиам
  - 14-й Вирджинский пехотный полк, полк. Джеймс Ходжес
  - 38-й Вирджинский пехотный полк, полк. Эдвард Эдмондс
  - 53-й Вирджинский пехотный полк, полк. Уильям Айлетт
  - 57-й Вирджинский пехотный полк, полк. Дэвид Диер
- Бригада Джеймса Кемпера
  - 1-й Вирджинский пехотный полк, полк. Льюис Уильямс Мл.
  - 3-й Вирджинский пехотный полк, полк. Джозеф Майо
  - 7-й Вирджинский пехотный полк, полк. Уоллер Паттон
  - 11-й Вирджинский пехотный полк, май. Кирквуд Отей
  - 24-й Вирджинский пехотный полк, полк. Уильям Терри
- Артиллерия майора Джеймса Деринга
  - Dearing’s battery: кап. Джозеф Блант
  - Fauquier Artillery: кап. Роберт Стриблинг
  - Richmond Fayette Artillery: кап. Майлс Мейкон

Дивизия Джона Худа (8 569 чел.)
- Бригада Эвандера Лоу
  - 4-й Алабамский пехотный полк, полк. Пинкни Боулс
  - 44-й Алабамский пехотный полк, подп. Чарльз Дерби
  - 6-й Северокаролинский пехотный полк, подп. Роберт Уэбб
  - 54-й Северокаролинский пехотный полк, полк. Джеймс Макдауэлл
  - 57-й Северокаролинский пехотный полк, полк. Арчибальд Годвин
- Бригада Джерома Робертсона
  - 3-й Арканзасский пехотный полк, полк. Ван Мэннинг
  - 1-й Техасский пехотный полк, полк. Филип Уорк
  - 4-й Техасский пехотный полк, полк. Джон Кей
  - 5-й Техасский пехотный полк, полк. Роберт Поуэлл
- Бригада Джорджа Андерсона
  - 1-й Джорджианский регулярный пехотный полк, кап. Ричард Уэйн
  - 7-й Джорджианский пехотный полк, подполк. Джордж Кармайкл
  - 8-й Джорджианский пехотный полк, полк. Джон Тоуэрс
  - 9-й Джорджианский пехотный полк, подполк. Джон Мунгер
  - 11-й Джорджианский пехотный полк, полк. Фрэнсис Литтл
- Бригада Роберта Тумбса (под командованием Генри Беннинга)
  - 2-й Джорджианский пехотный полк, подполк. Уильям Холмс
  - 15-й Джорджианский пехотный полк, полк. Уильям Милликан
  - 17-й Джорджианский пехотный полк, полк. Уэсли Ходжес
  - 20-й Джорджианский пехотный полк, полк. Джон Каммингс
- Артиллерия майора Маттиаса Генри
  - Bachman’s battery, German Artillery: кап. Джеймс Саймонс
  - Garden’s battery, Palmetto Light Artillery: кап. Хью Гарден
  - Reilly’s battery, Rowan Artillery: кап. Джеймс Рейли

Корпусная артиллерия:
- Вашингтонская артиллерия, полковник Джеймс Уалтон
  - 1-я рота: кап. Чарльз Скваерс
  - 2-я рота: кап. Джон Ричардсон
  - 3-я рота: кап. Мерритт Миллер
  - 4-я рота: кап. Бенжамин Эшлеман
- Батальон подполковника Портера Александера
  - Bedford Artillery: кап. Тайлер Джордан
  - Bath battery: кап. Джон Эубанк
  - Madison Light Artillery: кап. Джордж Муди
  - Parker’s battery: кап. Уильям Паркер
  - Brook’s battery: кап. Эндрю Ретт
  - Ashland battery: кап. Пичегрю Уоффолк Мл.

### Второй корпус
Командующий: генерал-лейтенант Ричард Юэлл
Дивизия Джубала Эрли (5458 человек)
- Бригада Гарри Хайса «Луизианские тигры»
  - 5-й Луизианский пехотный полк, май. Александр Харт
  - 6-й Луизианский пехотный полк, пподп. Джозеф Хэнлон
  - 7-й Луизианский пехотный полк, полк Дэвидсон Пенн
  - 8-й Луизианский пехотный полк, полк. Треванион Льюис (уб.)
  - 9-й Луизианский пехотный полк, полк. Лерой Стаффорд
- Бригада Уильяма Смита
  - 13-й Вирджинский пехотный полк, полк. Джон Хоффман
  - 49-й Вирджинский пехотный полк, подп. Джонатан Гибсон
  - 52-й Вирджинский пехотный полк, подп. Джеймс Скиннер
- Бригада Исаака Эвери
  - 6-й Северокаролинский пехотный полк, май. Самуэль Тейт
  - 21-й Северокаролинский пехотный полк, полк. Уильям Киркланд
  - 57-й Северокаролинский пехотный полк, полк. Арчибальд Годвин
- Бригада Джона Гордона
  - 13-й Джорджианский пехотный полк, полк. Джеймс Смит
  - 26-й Джорджианский пехотный полк, полк. Эдмунд Аткинсон
  - 31-й Джорджианский пехотный полк, полк. Клемент Эванс
  - 38-й Джорджианский пехотный полк, подп. Уильям Маклеод (уб.)
  - 60-й Джорджианский пехотный полк, кап. Уолтерс Джонс
  - 61-й Джорджианский пехотный полк, полк. Джон Ламар, май. Питер Бренан (уб.)
- Артиллерийский батальон подполковника Хилари Джонса
  - Charlottesville Artillery: кап. Джеймс Каррингтон
  - Courtney Artillery: кап. Уильям Таннер
  - Louisiana Guard Artillery: кап. Чарльз Грин
  - Staunton Artillery: кап. Эшер Гарбер

Дивизия Эдварда Джонсона (6380 человек)
- Бригада Джорджа Стюарта
  - 1-й Мерилендский батальон, подп. Джеймс Херберт
  - 1-й Северокаролинский пехотный полк, подп. Гамильтон Браун
  - 3-й Северокаролинский пехотный полк, май. Уильям Парсли
  - 10-й Вирджинский пехотный полк, полк. Эдвард Уоррен
  - 23-й Вирджинский пехотный полк, подп. Саймон Уалтон
  - 37-й Вирджинский пехотный полк, май. Генри Вуд
- Бригада Джеймса Уокера «Бригада каменной стены»
  - 2-й Вирджинский пехотный полк, полк Джон Наденбуш
  - 4-й Вирджинский пехотный полк, май. Уильям Терри
  - 5-й Вирджинский пехотный полк, полк Джон Фанк
  - 27-й Вирджинский пехотный полк, подп. Даниель Шривер
  - 33-й Вирджинский пехотный полк, кап. Джейков Голладей
- Бригада полковника Джессе Уильямса
  - 1-й Луизианский пехотный полк, май. Маукл Нолан (уб.)
  - 2-й Луизианский пехотный полк, подп. Росс Бёрке (попал в плен)
  - 10-й Луизианский пехотный полк, май. Томас Поуэлл
  - 14-й Луизианский пехотный полк, подп. Дэвид Зейбл
  - 15-й Луизианский пехотный полк, май. Эндрю Брэди
- Бригада Джона Джонса
  - 21-й Вирджинский пехотный полк, кап. Уильям Мосли
  - 25-й Вирджинский пехотный полк, полк. Джон Хиггинботтам
  - 42-й Вирджинский пехотный полк, подп. Роберт Уайтерс
  - 44-й Вирджинский пехотный полк, май. Норвелл Кобб (р.)
  - 48-й Вирджинский пехотный полк, подп. Роберт Данган
  - 50-й Вирджинский пехотный полк, подп. Логан Сельер

Дивизия Роберта Родса (7499 человек)
- Бригада Джуниуса Дэниела
  - 32-й Северокаролинский пехотный полк, полк. Эдмунд Браббл
  - 43-й Северокаролинский пехотный полк, полк. Томас Кинан (попал в плен), подп. Уильям Льюис
  - 45-й Северокаролинский пехотный полк, подп. Самуэль Бойд (попал в плен), май. Джон Уинстон (попал в плен)
  - 53-й Северокаролинский пехотный полк, полк. Уильям Оуэнс
  - 2-й Северокаролинский пехотный батальон, подп. Эзекия Эндрюс (уб.), май. Джон Хэнкок (попал в плен)
- Бригада Джорджа Долса
  - 4-й Джорджианский пехотный полк, подп. Дэвид Уинн (уб.)
  - 12-й Джорджианский пехотный полк, полк. Эдвард Уиллис
  - 21-й Джорджианский пехотный полк, полк. Джон Мерсер
  - 44-й Джорджианский пехотный полк, полк. Самуэль Лампкин (попал в плен)
- Бригада Альфреда Иверсона
  - 5-й Северокаролинский пехотный полк, кап. Спейд Уэст
  - 12-й Северокаролинский пехотный полк, подп. Уильям Дэвис
  - 20-й Северокаролинский пехотный полк, подп. Нельсон Слоу
  - 23-й Северокаролинский пехотный полк, полк. Даниель Кристи (попал в плен)
- Бригада Стивена Рамсера
  - 2-й Северокаролинский пехотный полк, май. Дэниель Хартт
  - 4-й Северокаролинский пехотный полк, полк. Брайан Граймс
  - 14-й Северокаролинский пехотный полк, полк. Рисден Беннет
  - 30-й Северокаролинский пехотный полк, полк. Фрэнсис Паркер (р.)
- Бригада Эдварда О’Нила
  - 3-й Алабамский пехотный полк, аолк. Каллен Баттл
  - 5-й Алабамский пехотный полк, полк. Джозефус Холл
  - 6-й Алабамский пехотный полк, полк. Джеймс Лайтфут
  - 12-й Алабамский пехотный полк, полк. Самуэль Пикенс
  - 26-й Алабамский пехотный полк, подп. Джон Гуднейм
- Артиллерийский батальон подполковника Томаса Картера
  - Jefferson Davis Artillery: кап. Уильям Риз
  - King William Artillery: кап. Уильям Картер
  - Morris Artillery: кап. Ричард Паж
  - Orange Artillery: кап. Чарльз Фрай

### Третий корпус
Командующий: генерал-лейтенант Эмброуз Хилл (26 793 чел.)
Дивизия Ричарда Андерсона (7130 человек)
- Бригада Кадмуса Уилкокса
  - 8-й Алабамский пехотный полк, подп. Хилари Герберт
  - 9-й Алабамский пехотный полк, кап. Джозеф Кинг (р.)
  - 10-й Алабамский пехотный полк, полк. Уильям Форни (попал в плен)
  - 11-й Алабамский пехотный полк, полк. Джон Сандерс
  - 14-й Алабамский пехотный полк, полк. Люциус Пинкард
- Бригада Вильяма Махоуна
  - 6-й Вирджинский пехотный полк, полк. Джордж Роджерс
  - 12-й Вирджинский пехотный полк, полк. Дэвид Вайсигер
  - 16-й Вирджинский пехотный полк, полк. Джозеф Хэм
  - 41-й Вирджинский пехотный полк, полк. Уильям Пархам
  - 61-й Вирджинский пехотный полк, полк. Вирджиниус Гронер
- Бригада Эмброуза Райта
  - 3-й Джорджианский пехотный полк, полк. Эдвард Уокер
  - 22-й Джорджианский пехотный полк, подп. Джозеф Уасден (уб.)
  - 48-й Джорджианский пехотный полк, полк. Уильям Гибсон (попал в плен)
  - 2-й Джорджианский пехотный батальон, май. Джордж Росс (попал в плен)
- Бригада Эдварда Перри (ко времени битвы при Геттисберге Перри был болен тифом, поэтому его бригада была временно передана под управление полковника Дэвида Лэнга)
  - 2-й Флоридский пехотный полк, май. Вальтер Мур (попал в плен)
  - 5-й Флоридский пехотный полк, кап. Ричмонд Гарднер
  - 8-й Флоридский пехотный полк, подп. Уильям Байя
- Бригада Кэрнота Посей
  - 12-й Мисиссипский пехотный полк, полк. Уильям Тейлор
  - 16-й Мисиссипский пехотный полк, полк. Самуэль Бэйкер
  - 19-й Мисиссипский пехотный полк, май. Томас Хардин
  - 48-й Мисиссипский пехотный полк, полк. Джозеф Джейн

Дивизия Генри Хета (7394 человек)
- Бригада Джеймса Петтигрю
  - 11-й Северокаролинский пехотный полк, полк. Коллет Ливенторп (попал в плен), май. Эгберт Росс (уб.)
  - 26-й Северокаролинский пехотный полк, полк. Генри Бужвин (уб.) подп. Джон Лейн (р.)
  - 47-й Северокаролинский пехотный полк, полк. Джордж Фэриболт (р.)
  - 52-й Северокаролинский пехотный полк, полк. Джеймс Маршалл
- Бригада Джона Брокенбро
  - 40-й Вирджинский пехотный полк, кап. Томас Беттс
  - 47-й Вирджинский пехотный полк, полк. Роберт Майо
  - 55-й Вирджинский пехотный полк, полк. Уильям Кристиан
  - 22-й Вирджинский пехотный полк, май. Джон Боулс
- Бригада Джеймса Арчера
  - 13-й Алабамский пехотный полк, полк. Биркетт Фрай
  - 5-й Алабамский пехотный батальон, май. Альберт ван дер Грааф
  - 1-й Теннессийский пехотный полк, подп. Ньютон Джордж (попал в плен), май. Феликс Бьюкинен (р)
  - 7-й Теннессийский пехотный полк, полк. Джон Файт (попал в плен)
  - 14-й Теннессийский пехотный полк, кап. Брюс Филлипс
- Бригада Джозефа Дэвиса
  - 2-й Миссисипский пехотный полк, полк. Джон Стоун (р.) май. Джон Блэр (попал в плен)
  - 11-й Миссисипский пехотный полк, полк. Френсис Грин (р.)
  - 42-й Миссисипский пехотный полк, полк. Хью Миллер (попал в плен)
  - 55-й Миссисипский пехотный полк, полк. Джон Коннелли (р.), подп. Морис Смит (уб.), май. Альфред Бело (р.)

Дивизия Уильяма Дурси Пендера† (6681 человек)
- Бригада Сэмюэля Макгоуэна[2] (временный командир Эбнер Перрин)
  - 1-й Южнокаролинский пехотный полк, май. Чарльз Маккрери
  - 1-й Южнокаролинский винтовочный полк, кап. Уильям Хадден
  - 12-й Южнокаролинский пехотный полк, полк. Джон Миллер
  - 13-й Южнокаролинский пехотный полк, подп. Бенжамин Брокмен
  - 14-й Южнокаролинский пехотный полк, подп. Джозеф Браун (р.)
- Бригада Джеймса Лэйна
  - 7-й Северокаролинский пехотный полк, кап. Маклеод Тернер (попал в плен)
  - 18-й Северокаролинский пехотный полк, полк. Джон Берри
  - 28-й Северокаролинский пехотный полк, полк. Самуэль Лоув (р.)
  - 33-й Северокаролинский пехотный полк, полк. Кларк Эвери
  - 37-й Северокаролинский пехотный полк, полк. Уильям Барбур
- Бригада Эдварда Томаса
  - 14-й Джорджианский пехотный полк, полк. Роберт Фалсом
  - 35-й Джорджианский пехотный полк, полк. Боллинг Хольт
  - 45-й Джорджианский пехотный полк, полк. Томас Симмонс
  - 49-й Джорджианский пехотный полк, полк. Самуэль Плеер
- Бригада Альфреда Скейлса
  - 13-й Северокаролинский пехотный полк, полк. Джозеф Хайман (р.) подп. Генри Роджерс
  - 16-й Северокаролинский пехотный полк, кап. Лерой Стоув
  - 22-й Северокаролинский пехотный полк, полк. Джеймс Коннер
  - 34-й Северокаролинский пехотный полк, полк. Уильям Ли Лоуренс (р.), подп. Джордж Гордон
  - 38-й Северокаролинский пехотный полк, полк. Уильям Хук (р.), подп. Джон Эшфорд
- Артиллерийский батальон Уильяма Поуга
  - Albemarle Artillery: кап. Джеймс Уиатт
  - Charlotte Artillery: кап. Джозеф Грэм
  - Madison Artillery: кап. Джордж Уорд
  - Brooke’s Virginia Battery: кап. Джеймс Брук

Артиллерийский резерв полковника Ройбена Уокера
- Батальон Дэвида Макинтоша[англ.]
  - Danville Artillery: кап. Роберт Райс
  - Hardaway Artillery: кап. Уильям Харт
  - 2nd Rockbridge Artillery: лейт. Самуэль Уоллес
  - Johnson’s Virginia Battery: кап. Мармадюк Джонсон
- Батальон Уильяма Пеграма
  - Crenshaw Battery: кап. Уильям Греншоу
  - Fredericksburg Artillery: кап. Эдвард Мэри
  - Letcher Artillery: кап. Томас Брандер
  - Pee Dee Artillery: лейт. Уильям Зиммерман
  - Purcell Artillery: кап. Джозеф Макгро

### Кавалерия
Дивизия Джеба Стюарта
- Бригада Уэйда Хэпмтона
  - 1-й Северокаролинский кавалерийский полк, полк. Самуэль Бейкер (р.)
  - 1-й Южнокаролинский кавалерийский полк, полк. Джон Блек
  - 2-й Южнокаролинский кавалерийский полк, май. Липскомб
  - Легион Кобба, полк. Пирс Янг
  - Легион Джеффа Дэвиса, полк. Джозеф Уоринг
  - Легион Филлипса, подп. Джефферсон Филлипс
- Бригада Беверли Робертсона[3]
- Бригада Фицхью Ли
- Бригада Альберта Дженкинса
- Бригада Джона Чемблисса
- Бригада Уильяма Джонса[3]
- Бригада конной артиллерии Роберта Бэкхама

Приданная Команда Джона Имбодена
- 18-й Вирджинский кавалерийский полк, полк. Джордж Имбоден
- 62-й Вирджинский кавалерийский полк, полк. Джордж Смит
- Рота рейнджеров Макнейла, кап. Джон Макнейл
- Стаутонская батарея, кап. Джон Маккленахан